# Saint-Mars-d'Égrenne
Saint-Mars-d'Égrenne és un municipi francès situat al departament de l'Orne i a la regió de Normandia. L'any 2007 tenia 723 habitants.

## Demografia

### Població
El 2007 la població de fet de Saint-Mars-d'Égrenne era de 723 persones. Hi havia 308 famílies de les quals 84 eren unipersonals (48 homes vivint sols i 36 dones vivint soles), 108 parelles sense fills, 96 parelles amb fills i 20 famílies monoparentals amb fills.
La població ha evolucionat segons el següent gràfic:
Habitants censats

### Habitatges
El 2007 hi havia 405 habitatges, 310 eren l'habitatge principal de la família, 49 eren segones residències i 47 estaven desocupats. 400 eren cases i 3 eren apartaments. Dels 310 habitatges principals, 225 estaven ocupats pels seus propietaris, 78 estaven llogats i ocupats pels llogaters i 7 estaven cedits a títol gratuït; 4 tenien una cambra, 37 en tenien dues, 55 en tenien tres, 67 en tenien quatre i 147 en tenien cinc o més. 213 habitatges disposaven pel capbaix d'una plaça de pàrquing. A 154 habitatges hi havia un automòbil i a 118 n'hi havia dos o més.

### Piràmide de població
La piràmide de població per edats i sexe el 2009 era:
| Homes | Edats   | Dones |
| ----- | ------- | ----- |
| 0     | 95 o +  | 0     |
| 0     | 90 a 94 | 8     |
| 0     | 85 a 89 | 0     |
| 0     | 80 a 84 | 4     |
| 8     | 75 a 79 | 20    |
| 44    | 70 a 74 | 32    |
| 16    | 65 a 69 | 28    |
| 16    | 60 a 64 | 32    |
| 12    | 55 a 59 | 12    |
| 20    | 50 a 54 | 12    |
| 16    | 45 a 49 | 28    |
| 32    | 40 a 44 | 12    |
| 32    | 35 a 39 | 32    |
| 24    | 30 a 34 | 24    |
| 20    | 25 a 29 | 20    |
| 20    | 20 a 24 | 8     |
| 4     | 15 a 19 | 28    |
| 28    | 10 a 14 | 16    |
| 32    | 5 a 9   | 40    |
| 28    | 0 a 4   | 16    |

## Economia
El 2007 la població en edat de treballar era de 422 persones, 319 eren actives i 103 eren inactives. De les 319 persones actives 292 estaven ocupades (163 homes i 129 dones) i 27 estaven aturades (10 homes i 17 dones). De les 103 persones inactives 44 estaven jubilades, 22 estaven estudiant i 37 estaven classificades com a «altres inactius».

### Ingressos
El 2009 a Saint-Mars-d'Égrenne hi havia 300 unitats fiscals que integraven 705 persones, la mediana anual d'ingressos fiscals per persona era de 15.938 €.

### Activitats econòmiques
Dels 32 establiments que hi havia el 2007, 1 era d'una empresa alimentària, 2 d'empreses de fabricació d'altres productes industrials, 8 d'empreses de construcció, 8 d'empreses de comerç i reparació d'automòbils, 2 d'empreses d'hostatgeria i restauració, 1 d'una empresa d'informació i comunicació, 2 d'empreses immobiliàries, 6 d'empreses de serveis i 2 d'empreses classificades com a «altres activitats de serveis».
Dels 11 establiments de servei als particulars que hi havia el 2009, 1 era un taller de reparació d'automòbils i de material agrícola, 1 paleta, 1 guixaire pintor, 1 fusteria, 2 lampisteries, 1 electricista, 1 perruqueria, 1 restaurant i 2 agències immobiliàries.
Dels 2 establiments comercials que hi havia el 2009, 1 era una botiga de més de 120 m² i 1 una botiga de menys de 120 m².
L'any 2000 a Saint-Mars-d'Égrenne hi havia 62 explotacions agrícoles que ocupaven un total de 1.696 hectàrees.

## Equipaments sanitaris i escolars
El 2009 hi havia una escola elemental integrada dins d'un grup escolar amb les comunes properes formant una escola dispersa.

## Poblacions més properes
El següent diagrama mostra les poblacions més properes.